# Conus contusus
Conus contusus é uma espécie de gastrópode do gênero Conus, pertencente à família Conidae.